# Новая лютеранская церковь (Амстердам)
Новая лютеранская церковь (нидерл. Nieuwe Lutherse Kerk), или Круглая лютеранская церковь (нидерл. Ronde Lutherse Kerk), Кёпелькерк (нем. Koepelkerk — купольная церковь) — бывший протестантский храм на севере канала Сингел в Амстердаме, столице Нидерландов. Церковь построена в 1668—1671 годах по проекту архитектора Адриана Дортсмана в стиле голландского классицизмa, снесена в 1822 году, восстановлена с небольшими изменениями после пожара 1826 года. В 1935 году приход был упразднён. С 1975 года здание бывшей церкви входит в состав гостиничного комплекса и выполняет функции зала для торжеств и концертов.

## История
В 1633 году на юге канала Сингел в Амстердаме был построен первый лютеранский храм, который ныне известен под названием Старой лютеранской церкви. Новая церковь была построена в 1668—1671 годах, после того как старая перестала вмещать всех прихожан из-за возросшего числа немецких иммигрантов, особенно из северной Германии. Храм был возведён по проекту архитектора Адриана Дортсмана. 13 декабря 1671 года состоялось торжественное освящение церкви.
18 сентября 1822 года во время проведения ремонтных работ в храме вспыхнул пожар, который почти полностью уничтожил здание. Проект реконструкции был разработан архитектором Тилеманом Франциском Сюйсом в 1823 году. Строительными работами руководил архитектор Ян де Гриф, который добавил неоклассические акценты в первоначальный план здания. В храме был установлен новый орган работы Йоханна Баца. Повторное освящение церкви состоялось ровно через четыре года после пожара, 18 сентября 1826 года.
С начала XX-го века численность активных прихожан церкви стала неуклонно падать. 20 января 1935 года в храме прошло последнее богослужение. После упразднения прихода здание использовалось как концертный зал. Некоторое время в нём также размещалась мастерская по изготовлению палаток и парусов. 25 сентября 1955 года в храме прошла праздничная служба в рамках Международного конгресса лютеранской церковной музыки.
В 1975 году храм был арендован гостиничной компанией «Сонеста», отель которой находился напротив здания. В том же году из гостиницы в бывшую церковь провели подземный переход, а помещение самого храма переделали под зал для концертов и конференций. От прежнего убранства сохранились только орган, кафедра и надпись на куполе. В 1984 году орган был капитально отреставрирован. Во время пожара 3 февраля 1993 года пострадали крыша и интерьеры бывшего храма. Последовавшая за этим реставрация длилась полтора года. К июню 1994 года купол был полностью восстановлен.